# The Star (film 1913)
The Star è un cortometraggio muto del 1913. Il nome del regista non viene riportato nei credit del film che, prodotto dalla Essanay e distribuito dalla General Film Company, aveva come interpreti John Steppling e Ruth Hennessy.

## Trama
Pauline Devereaux, prima ballerina e stella del teatro De Luxe, appare in scena nel suo ultimo spettacolo di stagione, poi va a lavorare in un ristorante perché le servirà per studiare il suo nuovo personaggio che dovrà impersonare in un lavoro drammatico nella stagione seguente. Il ristorante è frequentato da Clarence Inbad, un frequentatore di sala da ballo, un ammiratore di Pauline che aveva già tentato di incontrarla in teatro, senza riuscirci, buttato fuori del portiere. L'uomo tenta in tutti i modi di avere un appuntamento con il suo idolo, riuscendo alla fine a convincere Pauline.

## Produzione
Il film fu prodotto dalla Essanay Film Manufacturing Company.

## Distribuzione
Distribuito dalla General Film Company, il film - un cortometraggio a una bobina - uscì nelle sale cinematografiche degli Stati Uniti l'11 giugno 1913.